# Katoliška teološka fakulteta v Osijeku
Katoliška teološka fakulteta (izvirno hrvaško Katolički bogoslovni fakultet u  Ðakovu), s sedežem v Ðakovu, je fakulteta, ki je članica Univerze v Osijeku.